# Kriegsgefangenenlager Büblingshausen
Das Kriegsgefangenenlager in Wetzlar-Büblingshausen war ein Lager für Kriegsgefangene im Ersten Weltkrieg, wo seit Ende des Jahres 1914, spätestens seit 1915, rund 15.000 Russen, Ukrainer und wahrscheinlich auch Gefangene anderer Nationalitäten untergebracht waren.

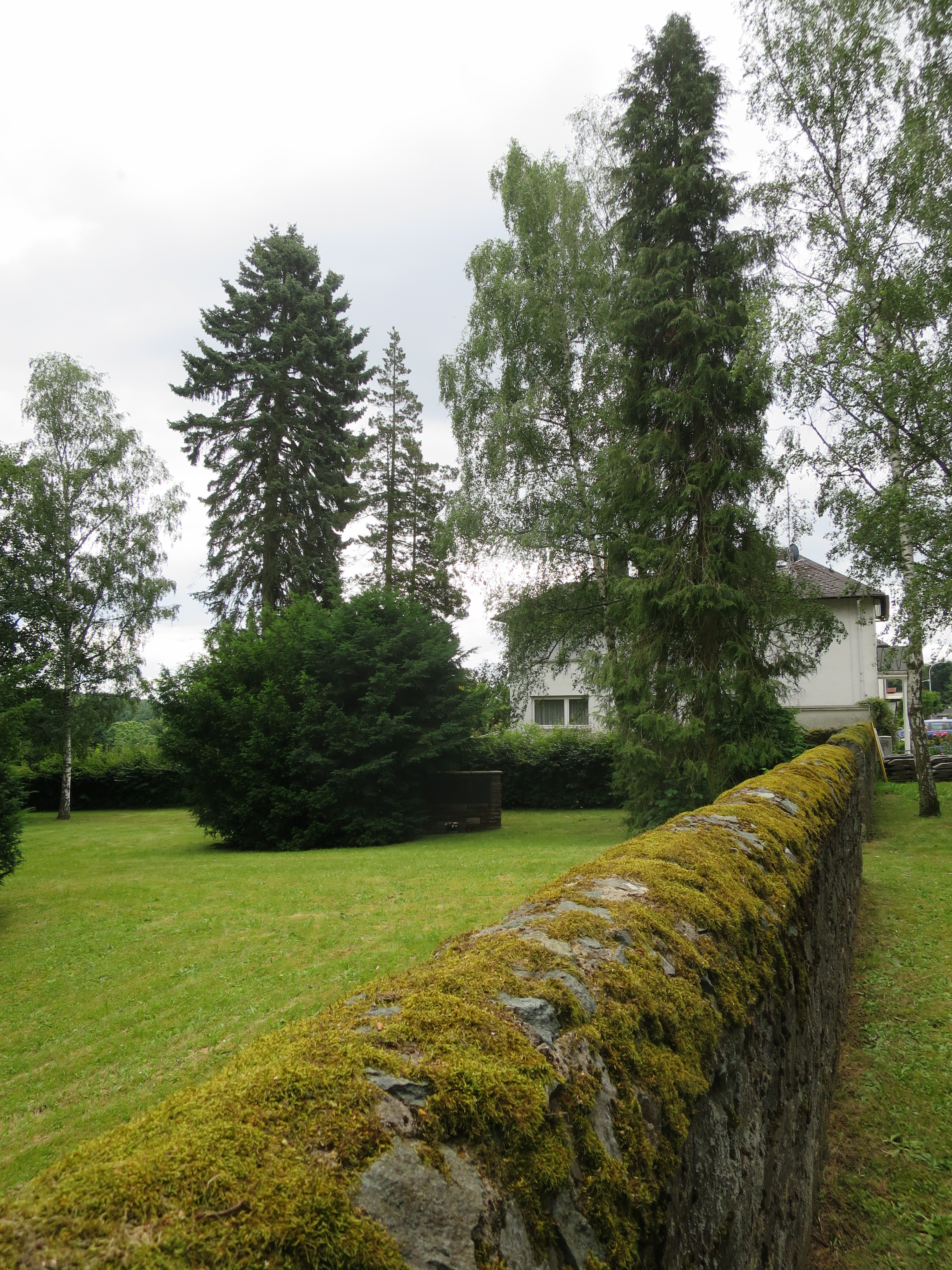
Ukrainer-Friedhof – Eingangsbereich

## Geografische Lage
Das Lager befand sich in Wetzlar-Büblingshausen, etwa zwei Kilometer südöstlich des Stadtzentrums von Wetzlar.

## Ukrainische Kriegsgefangenenlager in Deutschland und in Österreich-Ungarn

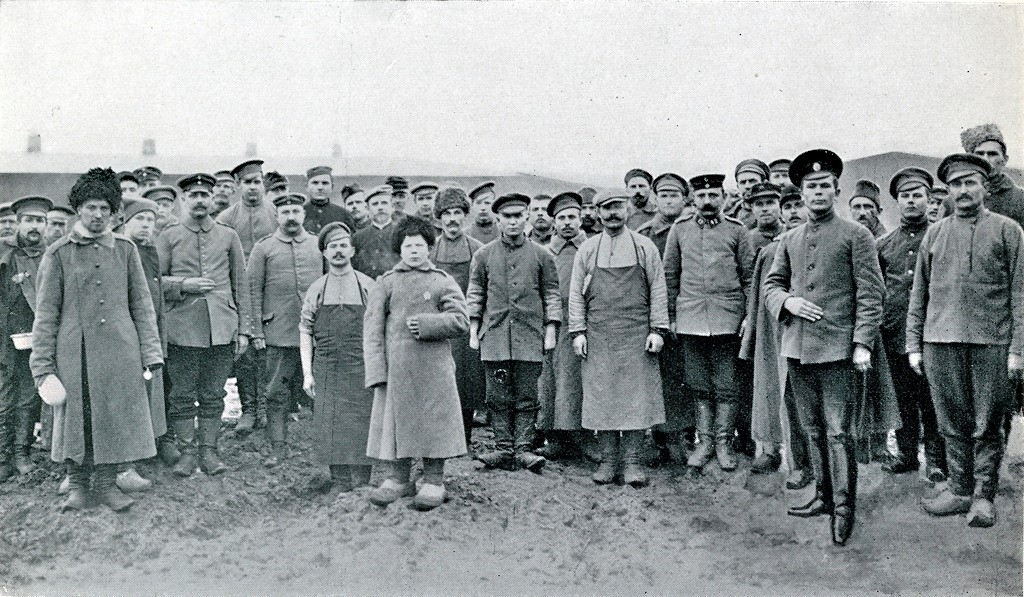
Kriegsgefangene aus der russischen Armee in Wetzlar, wahrscheinlich im Lager Büblingshausen

Nachdem das deutsche Heer Anfang September 1914 in der Schlacht an der Marne eine Niederlage erlitten hatte, war die Strategie eines schnellen deutschen Vormarschs nach Westen gescheitert und die Kampfhandlungen gingen in einen Stellungskrieg über. So mussten die Oberste Heeresleitung und insbesondere das auch für Ukraine-Fragen zuständige preußische Kriegsministerium nun längerfristig planen. Dazu gehörte auch, Russland mit Hilfe politischer Dissidenten zu destabilisieren. Dazu zählten Finnen, Georgier, Polen und auch Ukrainer. An die Organisation militärischer Verbände war zunächst nicht gedacht.
Deutsche und die mit ihnen verbündeten Österreicher sonderten mit Hilfe österreichisch-ungarischer Ukrainer aus der Masse der russischen Kriegsgefangenen Ukrainer aus, die vor allem an der deutsch-österreichisch-ungarischen Südostfront gefangen genommen worden waren, und verlegten sie in besondere Lager, in denen im Vergleich zu anderen Kriegsgefangenenlagern verbesserte Bedingungen herrschten. Sie sollten als ethnische Minderheit für eine Abspaltung der Ukraine von Russland gewonnen werden. In diesen besonderen Lagern erfolgte eine gezielte antirussische Unterrichtung über die ukrainische Geschichte, Kultur und Sprache. Bildungs- und Selbstbetätigungsangebote waren umfangreich.
Ukrainische Kriegsgefangenenlager, im Volksmund häufig als „Russenlager“ bezeichnet, gab es seit September/Oktober 1914 zunächst in Freistadt (Oberösterreich) und später auch in Wien-Josefstadt als Offizierslager. In Deutschland existierte im badischen Rastatt das erste Lager dieser Art seit Mai 1915. Ab März des Folgejahres nahm dieses Lager auch ukrainische Offiziere auf. In Wetzlar kam spätestens im September desselben Jahres ein Lager hinzu, da die Zahl der sich meldenden Kriegsgefangenen die Kapazitäten des Rastatter Lagers allmählich sprengte. Seit spätestens November 1915 gab es ein so genanntes „drittes Sonderlager“ im preußischen Salzwedel. 1916 entstand in Hann. Münden ein Offizierslager. In diesen Orten wurden militärische Liegenschaften, Exerzier- und Manövergelände, Schießplätze etc. für die Errichtung von Kriegsgefangenenlagern genutzt.
Die Finanzierung der Lager erfolgte durch das Auswärtige Amt, die Heeresverwaltung übernahm die Konstruktion der Gebäude und Räumlichkeiten. Für die Errichtung und die Arbeit in den Lagern war die Kooperation mit dem Bund zur Befreiung der Ukraine (BBU) erforderlich. Dieser verpflichtete sich, seine Arbeit entsprechend dem Vorbild des Ukrainerlagers in Freistadt durchzuführen und für diese Lagerarbeit eine Zentralstelle in Berlin einzurichten, die Oleksandr Skoropys-Joltuchowski, Mitgründer und Führungskraft im BBU, leitete.

## Die Anfänge des Lagers Wetzlar-Büblingshausen
Am 14./15. September 1914 berichtete der Wetzlarer Anzeiger, dass künftig ein größeres Kriegsgefangenenlager für etliche 10.000 Mann auf und neben dem Exerzierplatz der Unteroffiziersschule an der Frankfurter Straße errichtet werde. Zwei Monate darauf, am 15. November, hieß es, dass die ersten Gefangenen in Wetzlar eingetroffen seien. Es handelte sich um 16 verwundete Russen.

## Aufgaben, Aufbau und Leben im Gefangenenlager

### Funktionen des Lagers
Das Lager hatte einen allgemeinen und einen politisch-ideologischen Bildungsauftrag. Der gezielten politischen Erziehungsarbeit kam eine herausragende Rolle zu. Hiervon zeugt die hohe Zahl der nichtarbeitenden Ukrainer im Lager. Die deutsche und die ukrainische Seite boten den Gefangenen zahlreiche Bildungsmöglichkeiten, die ihnen nach dem Krieg zugutekommen konnten. Die propagandistische antirussische Unterrichtung zielte auf die Mobilisierung der Ukrainer gegen Russland ab. Nicht intendiert war zunächst die Aufstellung kämpfender Truppen.

### Strukturen des Lagers
Wie andere Lager, in denen Ukrainer gefangen waren, wurde auch das Lager in Wetzlar durch Vorgaben des Berliner Kriegsministeriums strukturiert. Das deutsche Personal bestand aus einem Kommandanten, Offizieren (darunter so genannte „Aufklärungsoffiziere“), Unteroffizieren und Wachmannschaften. Es galten die deutschen Kriegsgesetze. Befehle und Bekanntmachungen erfolgten durch den Kommandanten. Schriftliche Befehle wurden in deutscher und in ukrainischer Sprache verfasst. Es herrschte Arbeitspflicht für die Mannschaften.
Im Laufe des Jahres 1916 „ukrainisierten“ und „demokratisierten“ die Strukturen innerhalb der Gemeinschaft der Gefangenen. Anfang 1917 wählten sie eine „Volksrada“, eine Vertretung der Gefangenen, mit der sie Mitsprache bei der Gestaltung des Lagerlebens erreichen wollten. Die deutsche Lagerverwaltung hatte dagegen nichts Grundsätzliches einzuwenden.

### Leben/Alltag
Im Rahmen der umfangreichen Kulturarbeit und der zahlreichen Bildungsmöglichkeiten im Lager prägten diverse Kultur- und Bildungsgruppen, Gesellschaften und Interessengruppen sowie zahlreiche Kulturveranstaltungen, wie etwa Konzerte, Theateraufführungen, Feste, Vorträge oder Lesungen den Lageralltag.
Anfänglich befürchteten die Lagerinsassen Strafen in Russland nach einer Rückkehr. Es kam zeitweise zu Widerstand, beispielsweise durch Störung der propagandistischen (Lehr-)Veranstaltungen. Auch baten Gefangene darum, in andere Lager verlegt zu werden. Die Autoritäten reagierten auf diese Befürchtungen mit dem Versprechen, dass die Namen jener Gefangenen, die kooperierten, nicht an russische Behörden weitergeleitet werden würden. Das Ziel dieser „Aufklärung“ wurde trotz anfänglichen Widerstands erreicht. Die Gefangenen gewannen Vertrauen in die (militärische) Stärke Deutschlands und übten Kritik an der politischen Situation in Russland. Sie interessierten sich zunehmend für die ukrainische Frage. Die Zahl der Aktivisten wuchs. Die Gesellschaften und Zusammenschlüsse der Gefangenen unterstützten die propagandistische Arbeit zunehmend, sie gewannen gleichzeitig stetig an Autonomie.
Im Lager wurde eine ukrainischsprachige Zeitung herausgegeben, die Prosvitnyi Listok. Sie erschien 14-täglich, seit Januar 1917 als Hromadska Dumka sechsmal im Monat in einer Auflage von 3500 Exemplaren. Herausgeber war der BBU. Auch die Zeitungen aus den anderen Ukrainer-Lagern wurden nach Wetzlar geliefert. Es waren die ersten Veröffentlichungen in Ukrainisch, die in Deutschland erschienen. Inhalte dieser Schriften waren nicht nur Artikel zum Weltgeschehen, sondern auch Erzählungen und Gedichte über bedeutsame ukrainische Persönlichkeiten. Ausführlich wurden auch das kulturelle Leben sowie die Bildungsarbeit im Lager thematisiert. Die Lagerzeitungen spiegelten das Wirken der diversen Gesellschaften und Organisationen im Lager wider. Das Lager war eine kleine Stadt am Rand von Wetzlar. Zwischen den Wetzlarer Bürgern und den Gefangenen gab es wohl nur sehr wenig Kontakt.

## Auflösung des Lagers und weitere Entwicklung

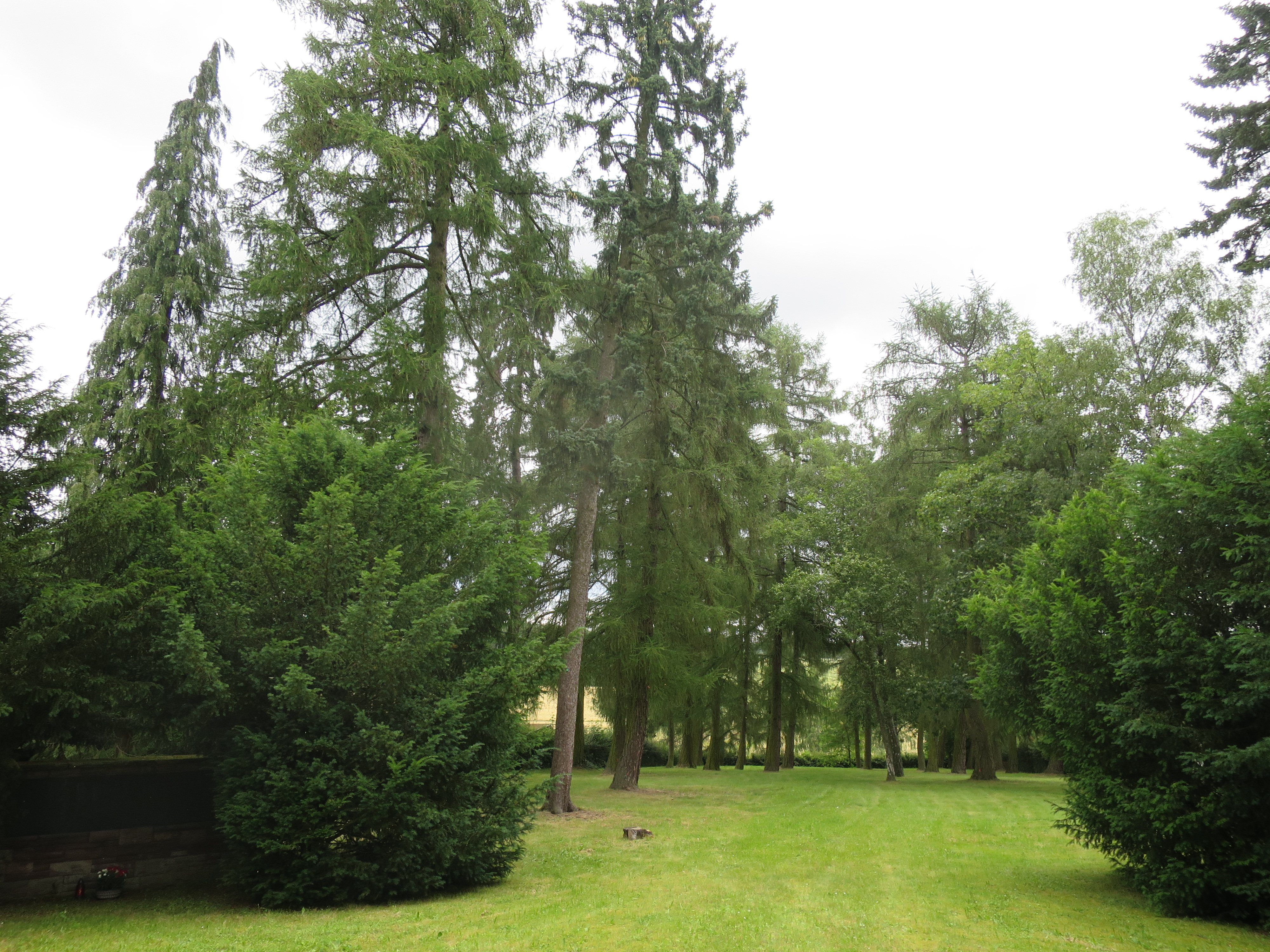
Ukrainer-Friedhof

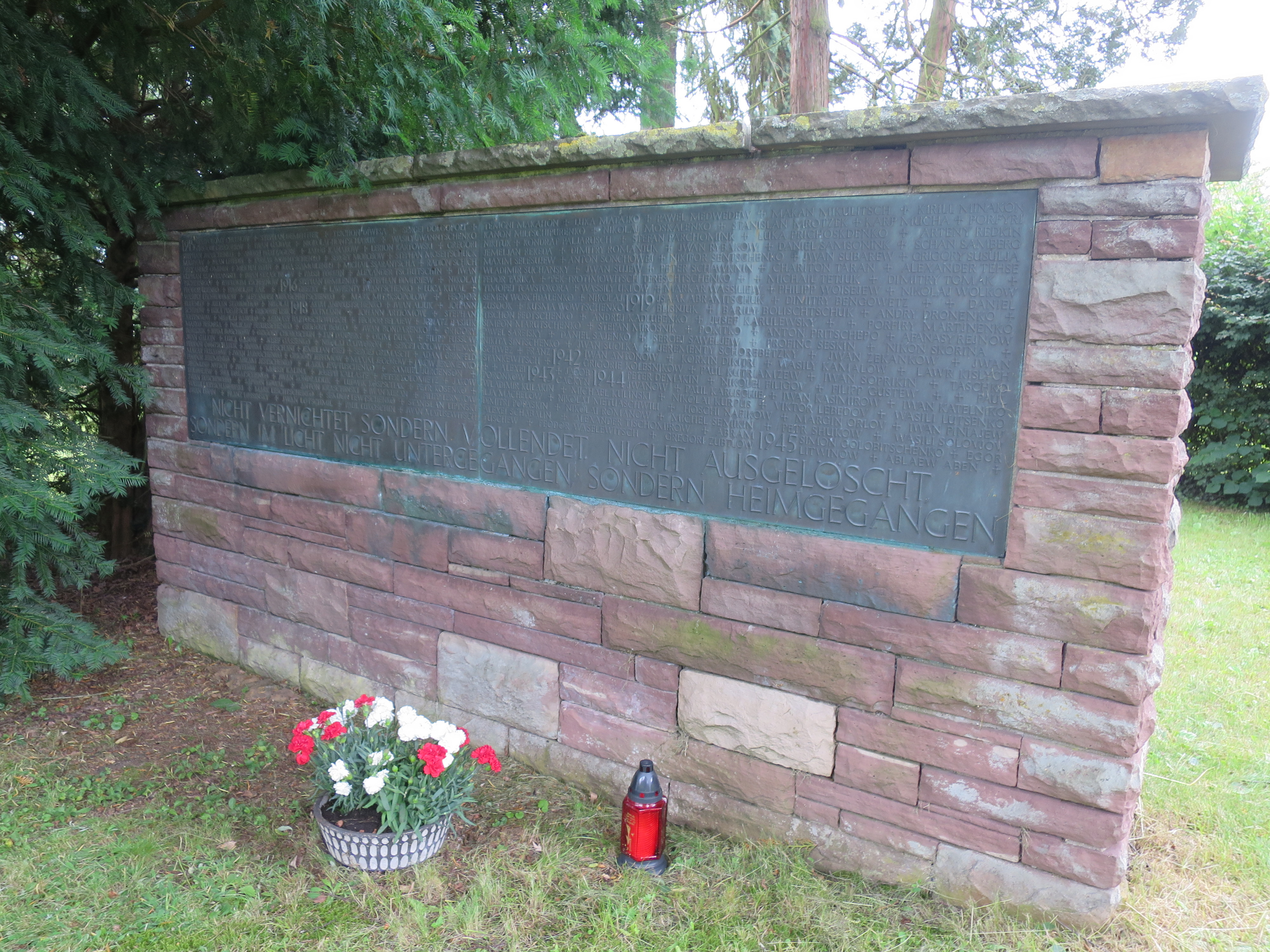
Ukrainer-Friedhof – östlicher Gedenkstein

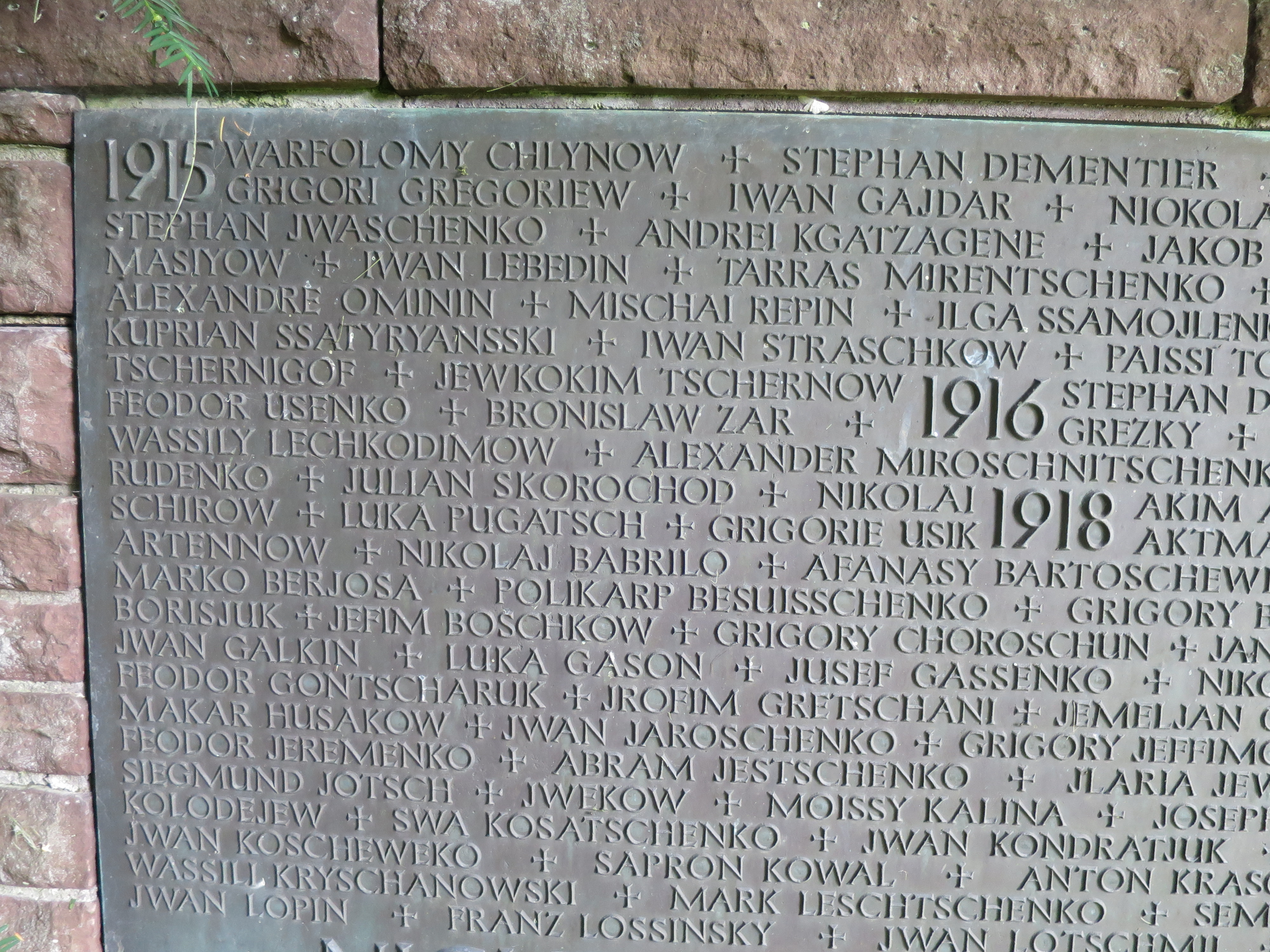
Ausschnitt der Tafel des östlichen Gedenksteins

Am 13. August 1919 berichtete der Wetzlarer Anzeiger, dass das Lager als Stammlager für russische Kriegsgefangene aufgelöst werde.
Anschließend entwickelte sich zwischen 1921 und 1923 unter Verwendung der alten Baracken auf dem Gelände des Gefangenenlagers eine Siedlung mit 84 Wohnungen: Der Wetzlarer Stadtbezirk Büblingshausen entstand. An der Stelle des Lagerausgangs befindet sich heute die Straße Unter dem Nussbaum.
Die einzige heute noch erkennbare Anlage des ehemaligen Lagers ist der „Ukrainerfriedhof“, in der Straße „Am Pfingstwäldchen“, zwischen den Hausnummern 30 und 32. Auf leicht abschüssigem Gelände am Ortsrand ist er heute eine lang-rechteckige Rasenfläche mit Baumbestand. Einzelgräber sind nicht erkennbar. Eine Bruchsteinmauer grenzt den Friedhof zur Straße hin ab. Auf dem Friedhof weisen rechts und links im Eingangsbereich zwei diagonal gestellte Gedenksteine aus der Zeit nach dem Zweiten Weltkrieg auf die hier Beerdigten hin. Darunter sind auch Menschen, die im Zweiten Weltkrieg ums Leben kamen. Die Anlage ist ein Kulturdenkmal nach dem Hessischen Denkmalschutzgesetz.